# Didrik Slagheck
Didrik Slagheck (... – Copenaghen, 24 gennaio 1524) è stato un arcivescovo cattolico danese.

## Biografia
Figlio illegittimo di un prete vestfalo, Didrik Slagheck arrivò in Norvegia nel 1510, dove fu rapidamente notato e apprezzato da Cristiano II di Danimarca. Dopo un periodo di viaggi all'estero, nel 1517 Slagheck tornò in Scandinavia come assistente del legato papale Giovanni Angelo Arcimboldi. Pare che Arcimboldi abbia ricevuto delle tangenti da Sten Sture il Giovane e Slagheck riportò il fatto sia al re norvegese che a Roma.
Nel 1520 Slagheck seguì Cristiano II a Stoccolma, dove pare abbia contribuito a fomentare il bagno di sangue di Stoccolma. Poco dopo fu nominato vescovo di Skara dopo l'esecuzione del precedente vescovo Vincent Henningsson. Quando Cristiano II tornò in Danimarca, Slagheck fu uno dei tre leader danesi rimasti a governare in Svezia in suo nome e il vescovo si rese noto per il pugno di ferro.
L'arcivescovo prese parte in prima persone contro la guerra di liberazione svedese guidata dal futuro Gustavo I di Svezia, scendendo personalmente sul campo di battaglia durante la battaglia di Västerås. Nel 1521 tornò in Danimarca, dove fu nominato arcivescovo di Lund, una carica che però detenne solo per alcuni mesi. L'esecuzione di due vescovi durante il bagno di sangue di Stoccolma aveva grandemente irritato Leone X, che pretese giustizia da Cristiano II. Il monarca fece ricadere la colpa su Slagheck, che fu condannato a morte per impiccagione. La condanna fu successivamente mutata in morte sul rogo ed avvenne a Copenaghen il 24 gennaio 1524.